# 平和基金会
平和基金会（へいわききんかい、The Fund for Peace）はワシントンD.C.に拠点を置く非政府組織であり、各種利権から独立した非営利団体として研究・教育活動を行っている。略称はFFP。1957年に投資銀行家のランドルフ・P・コンプトンによって設立されて以来、平和基金会は戦争の回避と紛争の原因となる状態の緩和に取り組んでいる。2007年で創立50周年を迎えた。最近、平和基金会の研究は、主に弱小または失敗国家によって引き起こされる衝突を同定し、これを減少させることに焦点を当てている。

## 活動
平和基金会は毎年、人口統計学的困窮度・難民の存在・経済成長の格差あるいは激しい経済の減退・なかんずく派閥化した特権階級の出現のような社会指標・経済指標・政治指標を基にして国家の比較安定度を評価した失敗国家指数（Failed States Index）を発表している。
平和基金会はまた、「脅威の収束」、あるいは弱小または失敗国家が大量破壊兵器の拡散およびテロといった地球的安全保障に対する脅威の原因となる可能性があるという考えについても検討している。
もうひとつ別に進行中のプロジェクトは、国内紛争に対する平和基金会の地域応答プログラム（The Fund for Peace's Regional Responses to Internal War Program）である。このプロジェクトでは、国内紛争における人道主義的および軍事的介入について国際的討議を強化することが意図されている。本プログラムは、発生すべき地域人道主義の危機に対処する方法について合意に至ることを期待し、地域の指導者が地域の重要性を議論するために集うことを企図している。本プログラムの焦点は、アフリカ、アジア、南・北・中央アメリカ、ヨーロッパという4つの地理的地域におかれている。

## 人物
1996年以来、ポーリン・H・ベイカー博士が平和基金会の会長職を務めている。ベイカー博士は、失敗国家指数に基づいた方法論を展開した。彼女の分析モデルである紛争評価システムツール（Conflict Assessment System Tool）は、国家内紛争の早期警告を提供し、紛争後の政策を評価するものとして利用されている。平和基金会に来る前、ベイカー博士はナイジェリアのラゴス大学、米国のジョンズ・ホプンス大学高等国際学研究科（School of Advanced International Studies）およびジョージタウン大学高等国際学研究科（School of Advanced International Studies） で教鞭をとっていた。またアメリカ合衆国上院外交委員会のスタッフメンバーを務めていた。